# William Halsey
William Frederick "Bull" Halsey, Jr. (n. 30 octombrie 1882 – d. 16 august 1959) a fost un amiral american, unul dintre principalii comandanți ai Marinei Militare Americane din timpul celui de-Al Doilea Război Mondial. El a comandat Zona Pacificului de Sud în prima perioadă a Războiului din Pacific împotriva japonezilor. Mai târziu a fost numit la comanda Flotei a 3-a.

## Tinerețea
Halsey s-a născut în Elizabeth, New Jersey, la 30 octombrie 1882, ca fiul căpitanului William F. Halsey, Sr. Tatăl lui era descendent al senatorului, diplomatului și avocatului Rufus King, care a candidat pentru funcția de vicepreședinte a SUA (1804, 1808), apoi pentru funcția de Președinte a SUA în anul1816.
După ce a așteptat doi ani să fie acceptat la Academia Navală a SUA, tânărul Halsey a decis să urmeze medicina la Universitatea din Virginia și să intre în Marină ca medic. După un an de medicină a primit acceptul Academiei Navale și a început studiile în toamna anului 1900. A absolvit Academia Marinei în 1904. A servit pe diferite nave, specializându-se în nave torpiloare și în anii 1912-1913 a comandat Prima Grupă din Flotila de Torpiloare din Atlantic. În 1918 a primit comanda  distrugătorului USS Shaw (DD-68), fiind decorat cu Navy Cross.

## Perioada interbelică
În octombrie 1922 a fost numit Atașat Naval la Ambasada SUA din Berlin, apoi în Danemarca și Suedia. S-a întors în serviciu naval în anul 1927 servind pe diferite nave. În 1934 amiralul  Ernest King l-a numit la comanda portavionului USS Saratoga (CV-3). O perioadă de 12 săptămâni a urmat cursul de Aviator Naval, primind titlul de aviator la 15 mai 1935 la vârsta de 52 de ani, cea mai în vârstă persoană din Marina SUA, care a terminat acest curs. Halsey considera aviația o parte importantă a viitoarei Marine Militare. Halsey a fost promovat contraamiral în 1938, comandând în următorii trei ani Divizia de Portavioane.

## Al Doilea Război Mondial
Doctrina tradițională a Marinei Militare considera luptele navale ca o luptă între tunurile cuirasatelor forțelor opozante. Această optică s-a schimbat atunci, când generalul Billy Mitchell a demonstrat că avioanele sunt capabile să avarieze sau chiar să scufunde și cele mai bine blindate nave. În dezbaterea interbelică care a urmat, unii au văzut portavioanele ca având rol defensiv, oferind acoperire aeriană pentru a proteja grupul de luptă de avioanele cu bază terestră. Avioanele cu baza pe portavioane aveau o construcție mai ușoară și nu se dovediseră a fi la fel de letale.

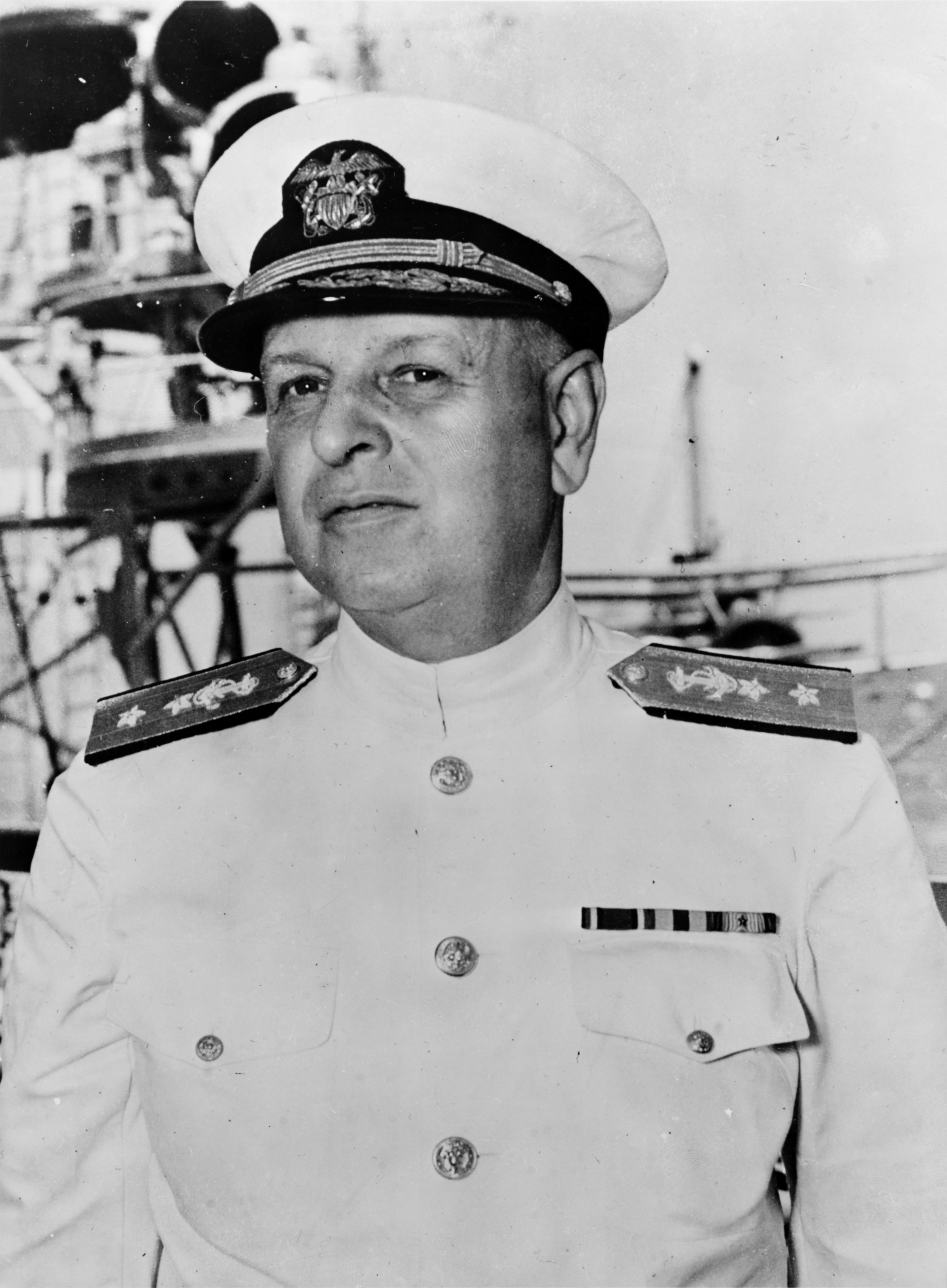
Contraamiralul Husband E. Kimmel, făcut mai târziu responsabil pentru atacul de la Pearl Harbour

Zicala „Navele mari nu pot rezista aviației cu bază terestră” era bine cunoscută.  Susținătorii aviației și-au imaginat totuși să ducă lupta la inamic cu ajutorul forței aeriene.  Halsey credea ferm în portavionul ca principal sistem de armă ofensivă navală. Când a depus mărturie la audierea amiralului Husband E. Kimmel după dezastrul de la Pearl Harbor, el a rezumat tacticile americane ale portavionului ca fiind „să ajungi la celălalt (dușman-n.r.) cu tot ce ai, pe cât de repede poți și să arunci asupra lui tot ce ai”. Halsey a mărturisit că nu va ezita niciodată să folosească portavionul ca armă de ofensivă.
În aprilie 1940, navele lui Halsey, ca parte a Flotei de luptă (Battle Fleet), s-au mutat în Hawaii, iar în iunie 1940, Halsey a fost avansat la gradul de viceamiral (grad temporar) și a fost numit comandant al Diviziei 2 de Portavioane ( Carrier Division 2)  și comandant al Forței Aeriene (Aircraft Battle Force).
Cu tensiune mare și războiul iminent, serviciile de informații navale americane au indicat că Insula Wake va fi ținta unui atac surpriză japonez. Ca răspuns, la 28 noiembrie 1941, amiralul Kimmel i-a ordonat lui Halsey să ia USS Enterprise pentru a transporta avioane către Insula Wake pentru a întări marina de acolo. Kimmel îi dăduse lui Halsey „mâna liberă” să atace și să distrugă toate forțele militare japoneze întâlnite. Avioanele au decolat de pe puntea portavionului pe 2 decembrie. Foarte nerăbdător să fie zărit și apoi să se arunce asupra forțelor de portavioane japoneze, Halsey a dat ordine să „scufunde orice navă văzută, să doboare orice avion întâlnit”. Ofițerul său de operațiuni a protestat: "La naiba, amirale, nu poți începe un război privat al tău! Cine își va asuma responsabilitatea?" Halsey a spus: „Voi accepta! Dacă ceva îmi iese în cale, vom trage mai întâi și ne vom certa după aceea.”
O furtună a întârziat Enterprise în călătoria ei de întoarcere în Hawaii. În loc să se întoarcă pe 6 decembrie așa cum era planificat, ea se afla încă la 200 de mile (320 km) pe mare, când a primit vestea că atacul surpriză anticipat nu a fost la Wake Island, ci chiar la Pearl Harbor. Vestea atacului a venit sub forma unor transmisii radio disperate de la unul dintre avioanele trimise înainte la Pearl Harbor, încercând să se identifice ca american. Avionul a fost doborât, iar pilotul și echipajul ei s-au pierdut. În urma atacului asupra Pearl Harbor, amiralul Kimmel l-a numit pe Halsey „comandantul tuturor navelor de pe mare.” Enterprise a căutat la sud și la vest de insulele Hawaii atacatorii japonezi pentru a-i ataca, dar nu a localizat cele șase portavioane japoneze, apoi s-a retras spre nord și vest.

#### Primele raiduri din Pacific ale portavioanelor

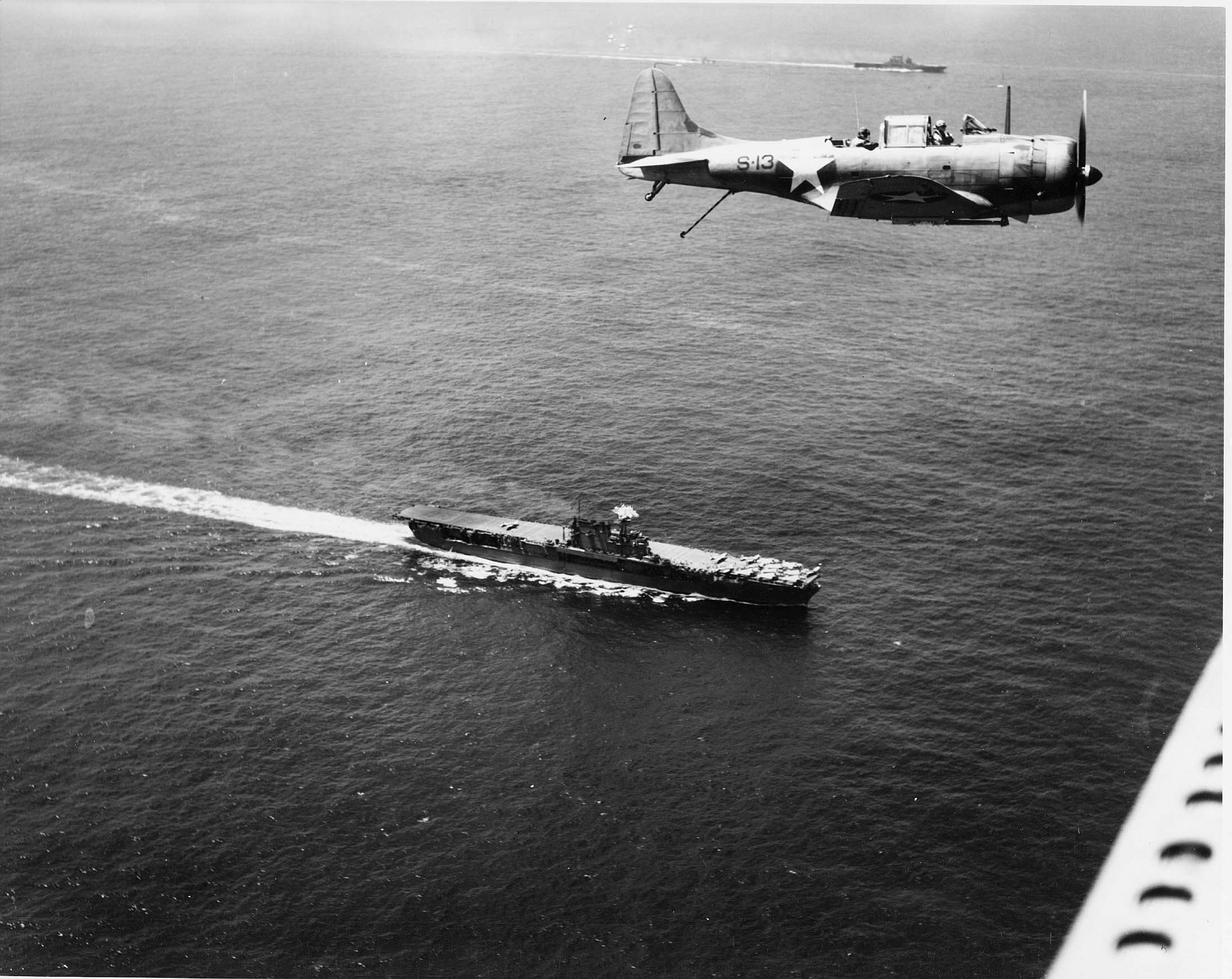
Un SBD Dauntless execută patrulare antisubmarină, zburând deasupra portavioanelor Enterprise și Saratoga în 1942.

Halsey și Enterprise s-au strecurat înapoi în Pearl Harbor în seara zilei de 8 decembrie. Analizând resturile Flotei Pacificului, el a remarcat: „Înainte de a termina cu ei, limba japoneză va fi vorbită numai în iad.” Halsey a fost un comandant agresiv. Mai presus de orice, el a fost un lider energic și exigent, care avea capacitatea de a revigora spiritul de luptă al Marinei SUA atunci când era cel mai necesar. 
În primele luni ale războiului, pe măsură ce națiunea a fost zguduită de căderea unui bastion vestic după altul, Halsey a căutat să ducă lupta către inamic. Funcționând în calitate de comandant, Carrier Division 2, la bordul portavionului Enterprise, Halsey a condus o serie de raiduri împotriva japonezilor, lovind insulele Gilbert și Marshall în februarie, Insula Wake în martie și a efectuat Raidul Doolittle în aprilie 1942 împotriva capitalei japoneze Tokyo și a altor locuri de pe cea mai mare și mai populată insulă japoneză Honshu, primul raid aerian care a lovit Arhipelagul japonez, oferind un impuls important moralului american. Sloganul lui Halsey, „Lovește puternic, lovește repede, lovește des”, a devenit în scurt timp un slogan pentru Marina.
Halsey s-a întors la Pearl Harbor după ultimul său raid din 26 mai 1942, cu o stare de sănătate precară din cauza condițiilor extrem de grave și stresante în care și-a petrecut ultima perioadă. Petrecuse aproape toate cele șase luni anterioare pe bordul portavionului Enterprise, conducând contraloviturile Marinei. Psoriazisul i-a acoperit o mare parte din corp și i-a provocat mâncărimi insuportabile, astfel că îi era aproape imposibil să doarmă. Deprimat și după ce a slăbit 9 kilograme, a fost trimis la spitalul din Hawaii.

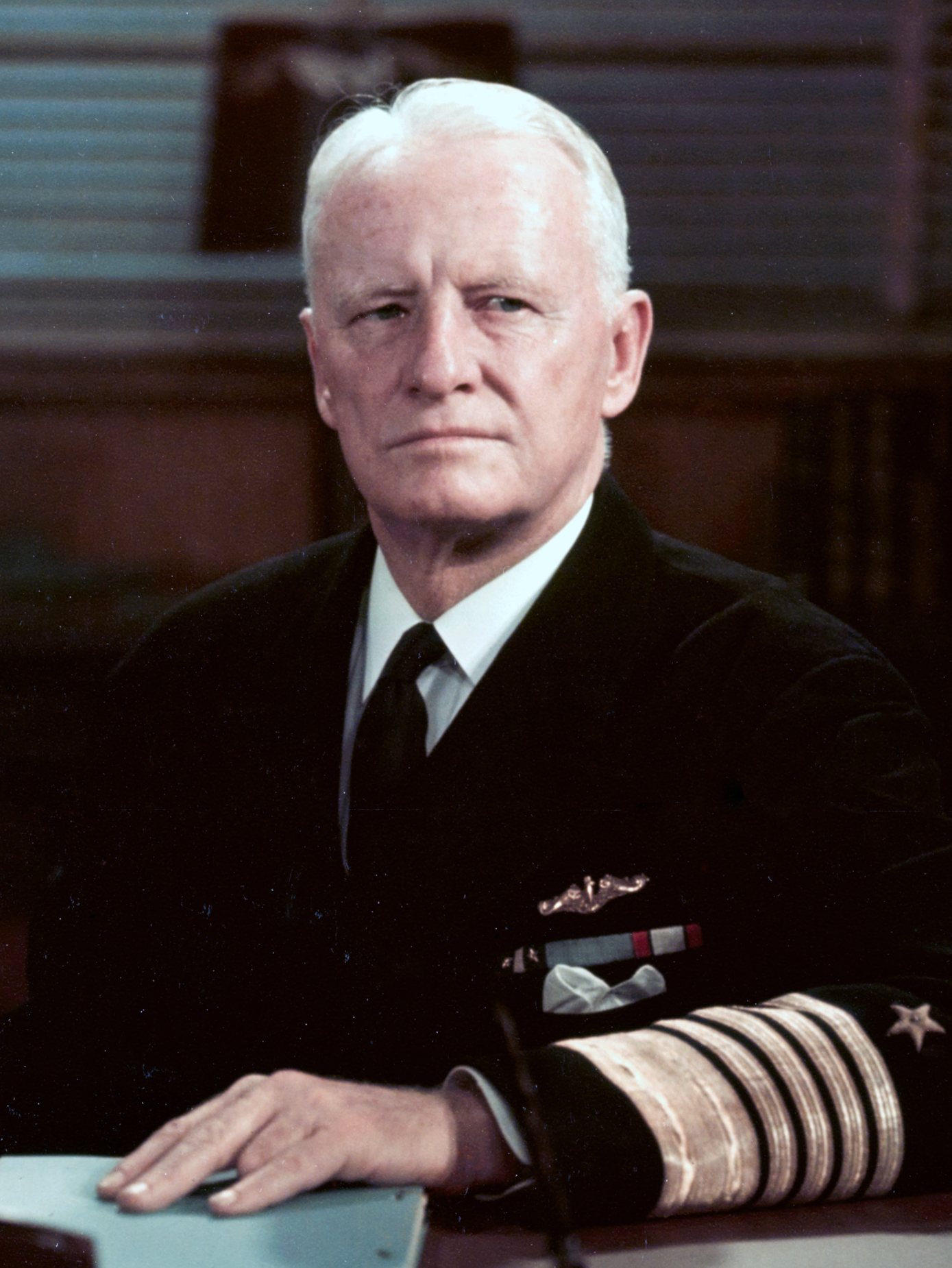
Amiralul Chester Nimitz, comandantul Flotei Pacificului

Între timp, serviciile de informații navale americane afirmau cu tărie că japonezii plănuiau un atac asupra insulei Midway din Pacificul central. Amiralul Chester Nimitz, comandantul-șef al flotei americane din Pacific, hotărât să profite de ocazie pentru a ataca japonezii. Pierderea insulei Midway ar fi fost o amenințare foarte serioasă, deoarece japonezii ajungând mai aproape de SUA, (Midway însemnând jumătate de drum dintre America de Nord și Asia), ar putea să ocupe cu ușurință insulele Hawaii și să amenințe coasta de vest a Statelor Unite. Pierderea celui mai agresiv și mai experimentat amiral de portavion, Halsey, în ajunul acestei crize a fost o lovitură severă pentru Nimitz.  Nimitz s-a întâlnit cu Halsey, care i-a recomandat pe comandantul său a diviziei de crucișătoare, contraamiralul Raymond A. Spruance, care să preia comanda în locul său pentru viitoarea operațiune Midway. 
Nimitz a luat în considerare recomandarea lui Halsey, dar acest lucru ar fi însemnat să treacă peste contraamiralul Frank J. Fletcher de la Task Force 17, care era seniorul dintre cei doi bărbați. După ce a discutat cu  Fletcher și i-a revizuit rapoartele din Bătălia din Marea Coralilor, Nimitz a fost convins că performanța lui Fletcher a fost bună și i-a dat responsabilitatea de comandă în apărarea insulei Midway. Acționând la recomandările lui Halsey, Nimitz l-a numit apoi pe contraamiralul Spruance comandant al Forței operaționale 16 a lui Halsey, care cuprindea portavioanele Enterprise și Hornet. Pentru a-l ajuta pe Spruance, care nu avea experiență în calitate de comandant al unei forțe de portavioane, Halsey l-a trimis pe irascibilul său șef de stat major, căpitanul Miles Browning.
Psoriaza lui Halsey era atât de gravă încât a fost trimis cu crucișătorul ușor USS Detroit la San Francisco, unde a fost consultat de un alergolog de frunte pentru tratament specializat. Boala s-a retras în curând, dar lui Halsey i s-a ordonat să se oprească în următoarele șase săptămâni și să se relaxeze. În timpul convalescenței sale, a vizitat familia și a călătorit la Washington D.C. La sfârșitul lunii august, a acceptat o misiune să țină prelegeri la Academia Navală a SUA din Annapolis. Înainte de discuția asupra raidurilor sale împotriva pozițiilor japoneze din Insulele Marshall, Halsey i-a informat pe militari în fața lui: „Faptul că nu am putut participa la Bătălia de la Midway a fost cea mai mare dezamăgire din cariera mea, dar mă întorc în Pacific, unde intenționez să crăp personal capul acelor ticăloși cu burta galbenă și portavioanele lor," care a fost primit cu aplauze puternice.
La încheierea convalescenței sale în septembrie 1942, amiralul Nimitz l-a renumit pe Halsey comandant al Flotei și Forțelor Aeriene din Pacific.

#### Comandant, Zona Pacificului de Sud
După ce a fost aprobat din punct de vedere medical să se întoarcă la serviciu, Halsey a fost numit să comande un grup operativ de portavioane în zona Pacificului de Sud. Întrucât Enterprise era încă în reparații în Pearl Harbor după Bătălia de la insulele Solomon de Est, iar celelalte nave ale Task Force 16 nu erau încă pregătite, el a început o excursie de familiarizare în sudul Pacificului la 15 octombrie 1942, ajungând în zonă sediul central la Nouméa din Noua Caledonie pe 18 octombrie.

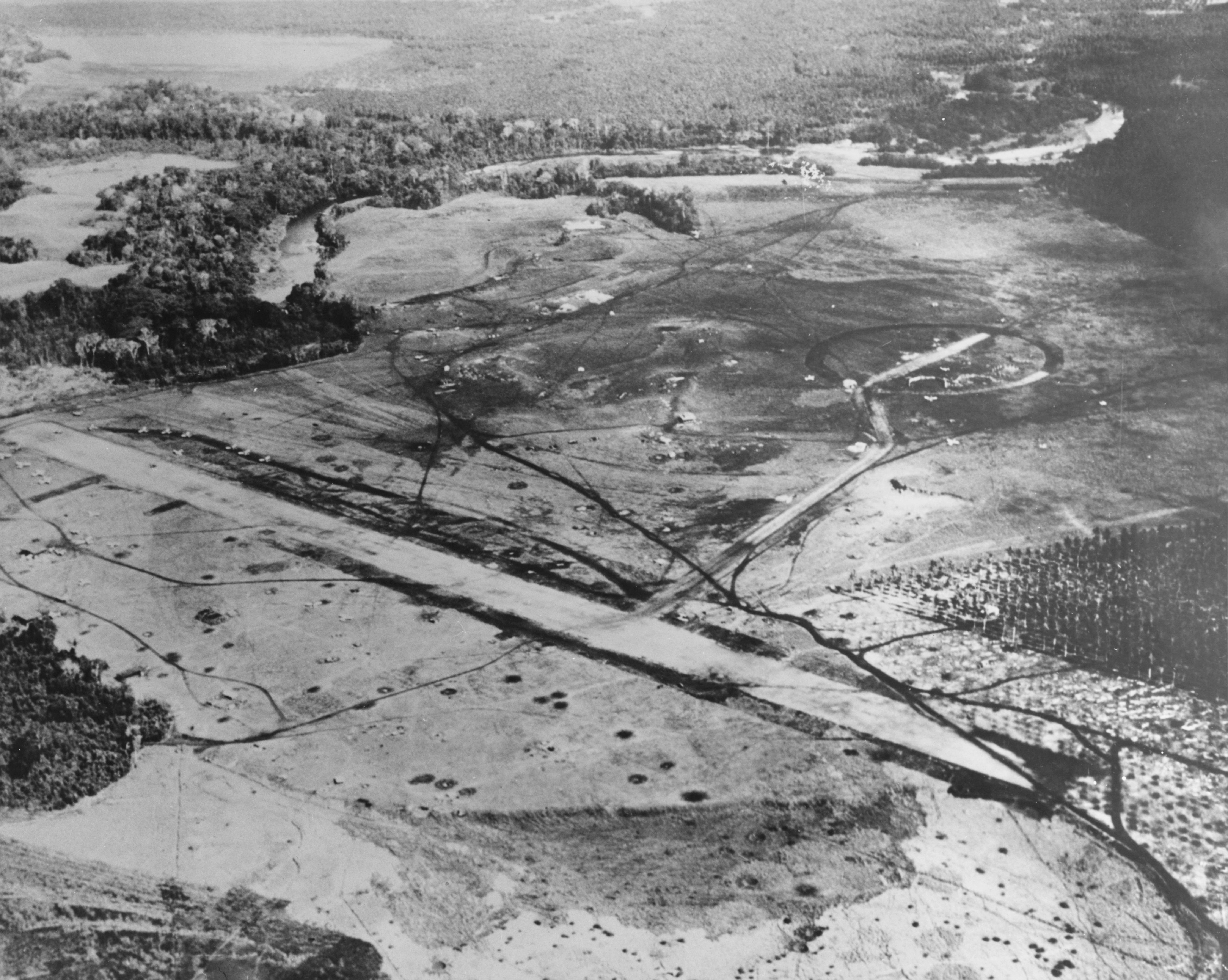
Vederea aeriană asupra Henderson Field, Guadalcanal, la sfârșitul lunii august 1942

Campania din Guadalcanal se afla într-un moment critic, cu Divizia 1 Infanterie Marină având 11.000 de oameni, sub comanda generalului maior de marină Alexander Vandegrift erau în situația în care se ținea de un fir să mențină zona din jurul  Henderson Field, care era de importanță strategică, având un aeroport. Marinarii au primit sprijin suplimentar de la 164 Regimentul de infanterie al armatei SUA, cu o completare de 2.800 de soldați pe 13 octombrie. Această completare a efectivelor a ajutat doar la umplerea unor găuri serioase în apărare, dar a fost insuficientă pentru a susține bătălia în sine.
În timpul acestui moment critic, sprijinul naval a fost slab datorită reticenței, indispoziției și performanței slabe a viceamiralului Robert Ghormley.  Comandantul Flotei Pacificului, Chester Nimitz, a ajuns la concluzia că Ghormley devenise descurajat și epuizat. Nimitz a luat decizia de a schimba comandantul zonei Pacificului de Sud în timp ce Halsey era pe drum. În timp ce avionul lui Halsey era în Nouméa, o balenieră a venit cu de locotenentul navei amiral al lui Ghormley. Întâlnindu-l înainte de a putea urca la bordul navei, locotenentul a predat un plic sigilat care conținea un mesaj de la Nimitz: „Veți prelua imediat comanda zonei Pacificului de Sud și a forțelor din Pacificul de Sud”.
Comanda a fost o surpriză ciudată pentru Halsey. Ghormley îi era prieten de multă vreme și fusese încă de pe vremea când erau colegi de echipă la echipa de fotbal la Academia Navală din Annapolis. Ciudat sau nu, cei doi bărbați au executat ordinul lui Nimitz. Halsey acum era comandant asupra tuturor forțelor terestre, maritime și aeriene din zona Pacificului de Sud. Știrile despre schimbare au produs imediat un impuls asupra moralei pușcașilor marini asediați de japonezi. El era considerat pe scară largă cel mai agresiv amiral al marinei americane și cu motiv întemeiat.
El a început să evalueze situația pentru a determina ce acțiuni erau necesare. Ghormley nu fusese sigur de abilitatea sa de comandant să mențină capul de pod pe Guadalcanal și își dăduse seama că dacă îi lasă prinși acolo, se va repeta dezastrul din Peninsula Bataan. Halsey a spus clar că nu intenționează să retragă pușcașii marini. Nu numai că intenționa să contracareze eforturile japoneze de a le disloca, ci intenționa să securizeze insula. Mai presus de orice, el a vrut să recâștige inițiativa și prin ofensivă să ducă lupta pe partea japonezilor. La două zile după ce Halsey a preluat comanda în octombrie 1942, a dat ordin ca toți ofițerii de marină din Pacificul de Sud să renunțe la purtarea cravatelor cu uniformele lor tropicale. 
Halsey a condus comanda Pacificului de Sud prin ceea ce a fost pentru Marina SUA cea mai slabă fază a războiului. Halsey și-a angajat forțele navale limitate printr-o serie de bătălii navale în jurul Guadalcanalului, inclusiv luptele cu portavioanele în Bătălia de la Insulele Santa Cruz și Bătălia Navală de la Guadalcanal. Aceste lupte controlau avansul japonez și au epuizat forțele navale japoneze privind portavioanele și piloții de pe portavioane.
Pentru comportamentul său, stilul de conducere „pot să fac” și numărul tot mai mare de forțe aflate sub comanda sa, Halsey a fost promovat la rangul de amiral de patru stele în octombrie 1942. Promovarea l-a pus pe Halsey în centrul atenției publice susținute pentru prima dată, apărând pe copertă din ediția din noiembrie 1942 a revistei Time [28] care îl cita pe Halsey din superiorul său Nimitz drept „competent profesional și agresiv din punct de vedere militar, fără a fi nesăbuit din prostie” și că promovarea sa de către președinte în acest rang era ceva „pe care îl merită cu prisos”. 

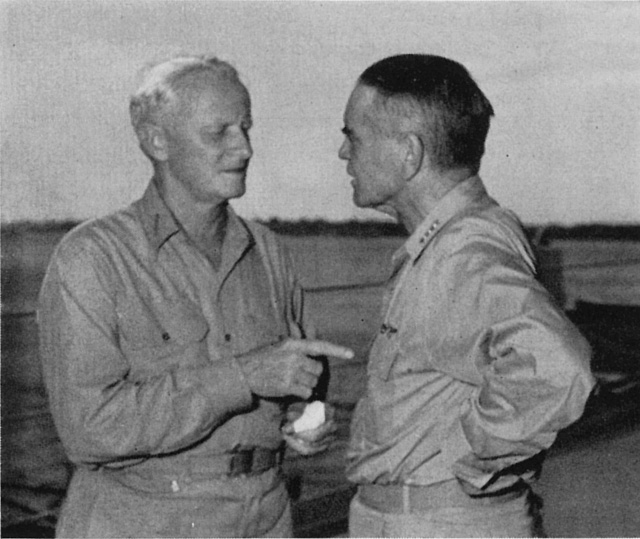
Amiralii Nimitz și Halsey discută strategia Pacificului de Sud la începutul anului 1943.

În noiembrie, disponibilitatea lui Halsey de a pune în pericol cele două cuirasate rapide de sub comanda sa în apele din jurul insulei Guadalcanal pentru atacuri nocturne a dat roade, marina americană a câștigat bătălia pentru Guadalcanal, atacul naval decisiv în campania Guadalcanal a condamnat garnizoana japoneză la pierire și pus capăt controlul japonez al insulei.